# Жуан Фернандес Пачеко
Хуан Фернандес Пачеко, по португальски —  Жуан (Жоао) Фернандес Пачеко (ок. 1350 — ок. 1430) — португальский вельможа, 9-й сеньор де Феррейра-ди-Авиш и Пенела, алькайд замка Селорику-да-Бейра, алькайд Сантарена и старший гвардеец короля Португалии Жуана I. После своего переезда в Кастилию он стал сеньором Бельмонте по указу Энрике III Кастильского 16 мая 1398 года. Вместе со своим братом Лопе (Лопо) он входил в группу рыцарей под названием Двенадцать Англии, легендарных персонаж.

## Биография
Сын португальского дворянина Диего Лопеса Пачеко и дед по материнской линии, испанских дворян, братьев Хуана Пачеко и Педро Хирона. Дед Диего по отцовской линии, Лопе Фернандес Пачеко, играл важную роль в королевстве как фаворит королей Португалии Афонсу IV и Педру I.
Он был главным информатором французского хрониста Жана Фруассара в части его Хроник, касающейся войны между Кастилией и Португалией.
К концу весны 1385 года пригороды Транкозу были разграблены кастильскими войсками Хуана I Кастильского на пути к Визеу. Когда они вернулись с добычей, алькайд Транкозу Гонсало Васкес Коутиньо отправился сражаться с ними вместе с силами смотрителя замка Линьярес Мартима Васкеша да Кунья и замка Селорико Хуана Фернандеса Пачеко. В битве при Транкозу победу одержали португальцы. Среди сил португальцев были также дворяне Жиль Васкеш да Кунья и Эгаш Коэльо.
Разногласия с португальским констеблем Нуну Альварешем Перейрой означали, что его окончательные корни находятся в Кастилии. В 1396 году он перешел на другую сторону и безуспешно поддержал дело восстановления Дионисия Португальского, которое продвигал Энрике III Кастильский. В результате он окончательно утратил права на традиционные территории семьи в Португалии и вместе с братом получил различные поместья и королевские пожертвования, среди которых выделяется Бельмонте. Эта ситуация также произошла бы с другими португальскими дворянами, связанными с ними, такими как Пиментели, получившие графство Бенавенте и Акунья (графства Буэндиа и Валенсия-де-Дон-Хуан).
Город Бельмонте сопротивлялся его уступке португальскому дворянину, поэтому в сентябре 1398 года королю пришлось заставить аделандато Мурсии вмешаться, чтобы добиться его признания.
В 1410 году он участвовал в Гранадской кампании в поддержку младенца Фердинанда I Арагонского, предоставив шестьсот рыцарей и две тысячи рабочих, что привело к взятию Антекеры.
В 1415 году он основал госпиталь Сан-Андрес в Бельмонте папской буллой Бенедикта XIII, чтобы «лечить бедных больных и принимать паломников».
Хотя во время переворота в Тордесильясе он первоначально поддерживал инфантов Арагона, вскоре после поражения графа Давалоса он присоединился к своему зятю и пятидесяти копьям на стороне короля Хуана II, представленного Альваро де Луна.

## Брак, потомство и наследники
Хуан Фернандес Пачеко женился в 1394 году, в том же году, когда умер его отец, на Инес Теллеш де Менезеш, дочери графа Нейва Гонсало Теллеш де Менезеш и внучке Мартина Альфонсо Теллеш де Менезеш и, следовательно, племяннице королевы Леонор Теллеш де Менезеш. От этого брака родится единственная дочь:
- Мария Пачеко, вышла замуж за Альфонсо Теллеса Хирона и Васкеса де Акунья (ок. 1380 — 1449).

У него была ещё одна внебрачная дочь, Беатрис Пачеко, родившаяся в Кастилии; имя матери неизвестно. Некоторые историки подозревают, что Инес, жена Хуана Фернандеса Пачеко, не сопровождала его в его кастильском изгнании, что объясняет эти вторые отношения.
В 1425 году он передал сеньорию Бельмонте своей дочери и наследнице Марии Пачеко. Поместье и другие земли, купленные на доходы от этого богатого поместья, были оформлены в 1429 году в качестве наследства для его старшего сына Хуана Пачеко, который родился в 1419 году и был пажом Альваро де Луна, и которому суждено было стать наиболее благородный, относящийся к правлению короля Кастилии Энрике IV. Брат Хуана, Педро Хирон, родился в 1423 году и унаследует сеньорию Бельмонте, а по уступке от Энрике IV получит владение Осуна, среди многих других; Педро был магистром Ордена Калатравы.
Со своей стороны, Беатрис Пачеко вышла замуж за Родриго Родригеса де Авилеса, сеньора Сантьяго-де-ла-Торре; Он был членом соответствующей семьи из города Аларкон, недалеко от Бельмонте, и получил сеньорию в 1404 году пожалованием от королевского совета в благодарность за услуги, оказанные королю для восстановления маркизата де Вильена. В 1444 году они купили сеньорию Миная, небольшую территорию в Аларконе, благодаря поддержке его племянника Хуана Пачеко. Его семейные отношения с маркизом Вильена и его потомками способствовали социальному восхождению этой ветви семьи благодаря отличным бракам их детей с такими семьями, как Аларкон или Тибакса из Куэнки, из которых вышел маркиз Мойя. Таким образом, Мария де Авилес выходит замуж за Педро Лопеса де Тибуксу, мэра Куэнки, и Родриго Пачеко де Авилес женился на Каталине Руис де Аларкон (1462 г.), а Тереза Родригес де Авилес выходит замуж за аделантадо Мурсии, Альфонсо Яньеса Фахардо I, происхождение дома Велес.

## Смерть и погребение
Хуан Фернандес Пачеко скончался между 1430 и 1440 годами. Он похоронен рядом со своей женой Инес Теллеш де Менезеш в коллегиальной церкви Бельмонте. В этой же церкви находятся могилы его старшей дочери Марии Пачеко и её мужа Альфонсо Теллеса Хирона и Васкеса де Акунья.